# Estudis de Prado del Rey
|  | Aquest article tracta sobre els estudis de televisió espanyola a Madrid. Si cerqueu la localitat gaditana, vegeu «Prado del Rey». |

Els estudis de Prado del Rey a Pozuelo de Alarcón a la regió de Madrid són la seu central de Radiotelevisió Espanyola.

## Història
Van ser fundats el 18 de juliol 1964, quan Jesús Aparicio-Bernal Sánchez era el Director general de Radiodifusión y Televisión, per substituir l'anterior seu de TVE, al Paseo de la Habana de Madrid, i inaugurats pel dictador Francisco Franco. L'Estudi 1 tenia una superfície de 1.200 metres quadrats, la qual cosa en feia un dels platós més grans del món per l'època. Des de 1965, també va albergar la producció de la Segona Cadena. El 1971 s'hi va traslladar la seu central de Ràdio Nacional d'Espanya, en una dependència annexa a l'edifici principal que es va denominar la Casa de la ràdio.
El 1973, amb l'estrena oficial de les emissions en color, es va construir un edifici específic a Prado del Rey per a produccions en color, mentre que en l'altra es va continuar fent produccions en blanc i negre. Al final de la dècada, a tot Prado del Rey ja es produïa en color.
El 1995 es van haver de tancar alguns estudis, entre ells l'Estudi 1, per problemes d'aluminosi a l'edifici. Després de les reparacions, es va reprendre l'activitat normal.
L'octubre de 2011, arran de la denúncia sindical de Comissions Obreres, es va decidir demolir tots els edificis que contenien asbest, un material de construcció molt tòxic i cancarígen. Aquesta mesura va afectar l'edifici dels antics Estudis Color, on hi havia els estudis 10 i 11, el taller de decorats, els magatzems de climatització i grues i els espais de climatització, vestuari i movioles.

## Projecte avortat de nova seu
El 21 de març de 2007, la Corporació Radiotelevisió Espanyola va anunciar que planejava desprendre's de Prado del Rey, els Estudis Buñuel i Torrespaña, per construir una nova seu única a Madrid. El 18 de juliol de 2010 es va aprovar la construcció de la nova seu a la finca de Retamares a Pozuelo de Alarcón, que s'havia d'adquirir al Ministeri de Defensa. Aquestes instal·lacions serien un rematada de l'actual Parc de la Imatge, llar de diverses corporacions audiovisuals. No obstant això, la crisi econòmica va avortar el projecte al desembre del mateix any, i RTVE va decidir conservar les antigues instal·lacions, inclosa Prado del Rey, que va modernitzar i reestructurar.